# 今井金吾
今井 金吾（いまい きんご、大正9年（1920年）7月5日 - 平成22年（2010年）5月2日）は、日本のジャーナリスト、文筆家、江戸・街道研究家。日本経済新聞社記者。街道歩きの第一人者。『半七捕物帳』の研究でも知られる。

## 経歴
大正9年（1920年）7月5日、東京府東京市神田区に生まれ育つ。後に品川区大井に移る。先祖は群馬県碓氷郡坂本町（現安中市松井田町坂本）という。
戦後間もない昭和21年（1946年）、早稲田大学を卒業して日本経済新聞社に入社、社会部に配属され、帝銀事件・下山事件・三鷹事件等の取材に関わった。警視庁キャップ、婦人家庭部長、大阪本社社会部長、東京本社地方部長、札幌支社長等を歴て、昭和49年（1974年）定年退職した。
在社中より江戸、街道に興味を持つ。昭和37年（1962年）には同社婦人家庭部として『街道今昔　趣味の宿場めぐり』上・下を出版した。
昭和47年（1972年）、日本観光資源保護財団（現・日本ナショナルトラスト）の委嘱により東海道・伊勢参宮街道を現地調査する。国土地理院二万五千分の一地形図に道筋を辿り、日本交通公社から『今昔東海道独案内』を出版、『今昔中山道独案内』『今昔三道中独案内』を続けて五街道を制覇した。この三部作は現在に至るまで街道歩きのバイブルとなっている。
岡本綺堂『半七捕物帳』にも傾倒した。中学の頃、連載中だった「唐人飴」に出会い、舞台の青山久保町が中学に近いこともあって夢中になったという。養子岡本経一と親交があり、無断出版され発行差止めにより幻の本となっていた『風俗江戸物語』『風俗明治東京物語』を復刻した。『半七は実在した「半七捕物帳」江戸めぐり』で第4回大衆文学研究賞受賞。
平成22年（2010年）5月2日、心不全により死去、享年89。蒐集品は遺族により品川区立品川歴史館に寄贈された。

## 著書

### 街道関連
- 『東海道五十三次　今と昔』　現代教養文庫、社会思想社、1966年
- 『詳説江戸名所記』　教養デラックス、社会思想社、1969年
- 『今昔東海道独案内』　日本交通公社出版事務局、1974年　JTB新装版、1994年　ISBN 4533020461
  - 『今昔東海道独案内　東篇　-日本橋より浜松へ』　ちくま学芸文庫、2012年　ISBN 4480094520
  - 『今昔東海道独案内　西編　-浜松より京都へ・伊勢参宮街道』　ちくま学芸文庫、2012年　ISBN 4480094539
- 『今昔中山道独案内』　日本交通公社出版事務局、1976年　JTB新装版、1994年　ISBN 453302047X
- 『今昔三道中独案内　日光・奥州・甲州』　日本交通公社出版事業局（JTBパブリッシング）、1978年　ISBN 4533003605　JTB新装版、2004年　ISBN 4533051766
- 『東京の街道を歩く』　実業之日本社、1978年
- 『信州の街道歩き　ウォーキングガイド』　実業之日本社、1980年
- 『今昔東海道ひとり歩き　江戸から大坂へ57次』　交通公社のガイドシリーズ、日本交通公社出版事務局（JTBパブリッシング）、1983年　ISBN 4533001386
- 『江戸の旅　東海道五十三次物語』　河出文庫、1988年　ISBN 4309471374
- 『江戸の旅風俗-道中記を中心に』　大空社、1997年　ISBN 4756801765
- 『図説　東海道五十三次』　ふくろうの本、2000年　ISBN 4309726518
- 『古地図・古写真で見る東海道五十三次』　別冊歴史読本、新人物往来社、2002年　ISBN 4404030215

### 半七捕物帳関連
- 『「半七捕物帳」江戸めぐり　半七は実在した』　河出書房新社、1989年　ISBN 430922167X　ちくま文庫、1999年　ISBN 4480034595
- 『続「半七捕物帳」江戸めぐり　江戸っ子の春夏秋冬』　河出書房新社、1999年　ISBN 4309222102
- 『半七の見た江戸　『江戸名所図会』でたどる半七捕物帳』　河出書房新社、1999年　ISBN 4309223494
- 『「半七捕物帳」大江戸歳時記』　ちくま文庫、2001年　ISBN 4480036156

### 史料
- 岡山鳥 『江戸名所花暦』 八坂書房、1979年、改訂新版1994年　ISBN 4896946421
- 八隅蘆菴 『旅行用心集』 生活の古典双書・八坂書房、1985年　ISBN 4896941039
- 岡本綺堂 『風俗江戸物語』 河出文庫、1986年　ISBN 4309470955
- 岡本綺堂 『風俗明治東京物語』 河出文庫、1987年　ISBN 4309471099
  - 岡本綺堂 『風俗江戸東京物語』合本新版、河出文庫、2001年、新装版2022年　ISBN 4309419224

- 十返舎一九『方言修業「金草鞋」』全6巻・別巻1　大空社、1994年　ISBN 4756804217
- 『道中記集成』全44巻　大空社、1996年　ISBN 4756801749
- 斎藤月岑『定本 武江年表』全4巻　大空社、1998年　ISBN 4756807801　
  - ちくま学芸文庫 上中下 2003年-2004年。ISBN 4480088016、ISBN 4480088024、ISBN 4480088032